# Marie Buňatová
Marie Buňatová (* 31. prosince 1970, Pelhřimov) je česká historička.
Vystudovala historii nejprve na Filozofické fakultě Univerzity Karlovy (1989–1997) a později na Institut für Geschichte Vídeňské univerzity (2003–2009), kde absolvovala doktorské studium s disertační prací Die Prager Juden in der Zeit vor der Schlacht am Weißen Berg. Handel und Wirtschaftsgebaren der Prager Juden im Spiegel des Liber albus Judeorum 1577–1601.
Pracovala jako vedoucí Dokumentačního centra moravského židovství při Regionálním muzeu v Mikulově a ředitelka Národního zemědělského muzea. V letech 2016 až 2018 působila na Ústavu historických věd filozofické fakulty Univerzity Pardubice. Od roku 2019 je vědeckou pracovnicí oddělení dějin raného novověku Historického ústavu Akademie věd ČR.
Badatelsky se zaměřuje na hospodářské dějiny a obchod v raném novověku, zejména v předbělohorském období, a na dějiny Židů v prostoru střední Evropy.